# Bollersdorf
Bollersdorf è una frazione (Ortsteil) del comune tedesco di Oberbarnim, nel Land del Brandeburgo.

## Storia
Il 31 dicembre 2001 il comune di Bollersdorf venne fuso con i comuni di Grunow e di Klosterdorf, formando il nuovo comune di Oberbarnim.

## Monumenti e luoghi d'interesse
Chiesa (Dorfkirche )Costruzione tardogotica in pietra, ampliata nel XIX secolo con l'erezione di una torre sulla facciata occidentale; gli interni furono ridisegnati dopo le distruzioni della seconda guerra mondiale.

## Geografia antropica
Il territorio della frazione di Bollersdorf comprende anche la località di Pritzhagen.

## Amministrazione
La frazione è rappresentata da un "presidente di frazione" (Ortsvorsteher).